# Литва на «Евровидении»
Литва в конкурсе песни Евровидение принимала участие 25 раз. Первый раз в 1994 году страну представлял певец Овидиюс Вишняускас, который занял последнее, 25-е место. Лучшим выступлением было 6-е место, которое в 2006 году занял проект звёзд литовской эстрады LT United с песней We are the winners. В 2012 году Донни Монтелл занял третье место в полуфинале, однако в финале его песня успеха не имела. В 2021 на конкурс в Роттердам поехала группа The ROOP, получившая 220 баллов и занявшая 8 место. Такое количество баллов является наибольшим за всю историю конкурса.
За 19 лет участия Литва в финале получила 834 балла, а в полуфинале — 1070 баллов.
Исполнители от Литвы обычно представляют песни на английском языке, лишь в 1994, 1999 и 2022, 2024, 2025 годах они пели полностью на литовском, а также в 2001, 2018, 2023 годах в песнях частично присутствовал литовский язык.

## Участники
Победитель
     Второе место
     Третье место
     Четвертое место
     Пятое место
     Лучший результат
     Последнее место
     Автоматический проход в финал
     Не прошла в финал
     Не участвовала или была дисквалифицирована
     Несостоявшееся участие
| Год         | Место проведения   | Исполнитель                     | Язык                    | Песня                              | Перевод                          | Финал              | Финал              | Полуфинал               | Полуфинал               |
| Год         | Место проведения   | Исполнитель                     | Язык                    | Песня                              | Перевод                          | Место              | Баллы              | Место                   | Баллы                   |
| ----------- | ------------------ | ------------------------------- | ----------------------- | ---------------------------------- | -------------------------------- | ------------------ | ------------------ | ----------------------- | ----------------------- |
| 1994        | Дублин             | Овидиюс Вишняускас              | Литовский               | «Lopšinė Mylimai»                  | «Колыбельная любимой»            | 25                 | 0                  | Полуфиналов не было     | Полуфиналов не было     |
| 1995 - 1998 | Не участвовала     | Не участвовала                  | Не участвовала          | Не участвовала                     | Не участвовала                   | Не участвовала     | Не участвовала     | Не участвовала          | Не участвовала          |
| 1999        | Иерусалим          | Аисте Смильгевичуте             | Литовский               | «Strazdas»                         | «Дрозд»                          | 20                 | 13                 | Полуфиналов не было     | Полуфиналов не было     |
| 2000        | Дисквалифицирована | Дисквалифицирована              | Дисквалифицирована      | Дисквалифицирована                 | Дисквалифицирована               | Дисквалифицирована | Дисквалифицирована | Полуфиналов не было     | Полуфиналов не было     |
| 2001        | Копенгаген         | Skamp                           | Английский, литовский   | «You got style»                    | «У тебя есть стиль»              | 13                 | 35                 | Полуфиналов не было     | Полуфиналов не было     |
| 2002        | Таллин             | Айварас                         | Английский              | «Happy you»                        | «Счастливая ты»                  | 23                 | 12                 | Полуфиналов не было     | Полуфиналов не было     |
| 2003        | Дисквалифицирована | Дисквалифицирована              | Дисквалифицирована      | Дисквалифицирована                 | Дисквалифицирована               | Дисквалифицирована | Дисквалифицирована | Полуфиналов не было     | Полуфиналов не было     |
| 2004        | Стамбул            | Linas ir Simona                 | Английский              | «What’s Happened To Your Love»     | «Что произошло с твоей любовью?» | Не прошли          | Не прошли          | 16                      | 26                      |
| 2005        | Киев               | Laura and the Lovers            | Английский              | «Little by Little»                 | «Понемногу»                      | Не прошли          | Не прошли          | 25                      | 17                      |
| 2006        | Афины              | LT United                       | Английский              | «We Are The Winners»               | «Мы — победители»                | 6                  | 162                | 5                       | 163                     |
| 2007        | Хельсинки          | 4Fun                            | Английский              | «Love Or Leave»                    | «Люби или уходи»                 | 21                 | 28                 | Топ-10 предыдущего года | Топ-10 предыдущего года |
| 2008        | Белград            | Яронимас Милюс                  | Английский              | «Nomads In The Night»              | «Скитальцы в ночи»               | Не прошёл          | Не прошёл          | 16                      | 30                      |
| 2009        | Москва             | Саша Сон                        | Английский, русский     | «Love»                             | «Любовь»                         | 23                 | 23                 | 9                       | 66                      |
| 2010        | Осло               | InCulto                         | Английский              | «East European Funk»               | «Восточноевропейский фанк»       | Не прошли          | Не прошли          | 12                      | 44                      |
| 2011        | Дюссельдорф        | Эвелина Сашенко                 | Английский, французский | «C’est ma vie»                     | «Это моя жизнь»                  | 19                 | 63                 | 5                       | 81                      |
| 2012        | Баку               | Донни Монтелл                   | Английский              | «Love Is Blind»                    | «Любовь слепа»                   | 14                 | 70                 | 3                       | 104                     |
| 2013        | Мальмё             | Андрюс Появис                   | Английский              | «Something»                        | «Что-то»                         | 22                 | 17                 | 9                       | 53                      |
| 2014        | Копенгаген         | Вилия Матачюнайте               | Английский              | «Attention»                        | «Внимание»                       | Не прошла          | Не прошла          | 11                      | 36                      |
| 2015        | Вена               | Моника Линките и Вайдас Баумила | Английский              | «This Time»                        | «На этот раз»                    | 18                 | 30                 | 7                       | 67                      |
| 2016        | Стокгольм          | Донни Монтелл                   | Английский              | «I’ve Been Waiting for This Night» | «Я ждал этой ночи»               | 9                  | 200                | 4                       | 222                     |
| 2017        | Киев               | Fusedmarc                       | Английский              | «Rain of Revolution»               | «Революционный дождь»            | Не прошли          | Не прошли          | 17                      | 42                      |
| 2018        | Лиссабон           | Ева Засимаускайте               | Английский, литовский   | «When We’re Old»                   | «Когда мы состаримся»            | 12                 | 181                | 9                       | 119                     |
| 2019        | Тель-Авив          | Юриюс                           | Английский              | «Run with the Lions»               | «Беги со львами»                 | Не прошёл          | Не прошёл          | 11                      | 93                      |
| 2020        | Роттердам          | The Roop                        | Английский              | «On Fire»                          | «В огне»                         | Конкурс отменён    | Конкурс отменён    | Конкурс отменён         | Конкурс отменён         |
| 2021        | Роттердам          | The Roop                        | Английский              | «Discoteque»                       | «Дискотека»                      | 8                  | 220                | 4                       | 203                     |
| 2022        | Турин              | Моника Лю                       | Литовский               | «Sentimentai»                      | «Чувства»                        | 14                 | 128                | 7                       | 159                     |
| 2023        | Ливерпуль          | Моника Линките                  | Английский, литовский   | «Stay»                             | «Останься»                       | 11                 | 127                | 4                       | 110                     |
| 2024        | Мальмё             | Сильвестр Белт                  | Литовский               | «Luktelk»                          | «Подожди немного»                | 14                 | 90                 | 4                       | 119                     |
| 2025        | Базель             | Katarsis                        | Литовский               | «Tavo akys»                        | «Твои глаза»                     | 16                 | 96                 | 6                       | 103                     |
| 2026        | Австрия            |                                 |                         |                                    |                                  |                    |                    |                         |                         |

## Отбор на конкурс 2024
Выбор представителя Литвы на «Евровидение 2024» проходил в рамках национального конкурса Eurovizija.LT, организованного Литовским национальным радио и телевидением для выбора представителя Литвы на «Евровидение 2024». Он проходил с 13 января по 17 февраля 2024 года и велся Габриеле Мартиросян и Номбеко Августе. В конкурсе участвовали 40 песен, соревнующихся в пяти полуфиналах и финале. Рейтинг определялся голосами жюри и зрителей. По две лучшие песни из каждого полуфинала проходили в финал, три лучшие песни из финала участвовали в телеголосовании.

## Фотогалерея

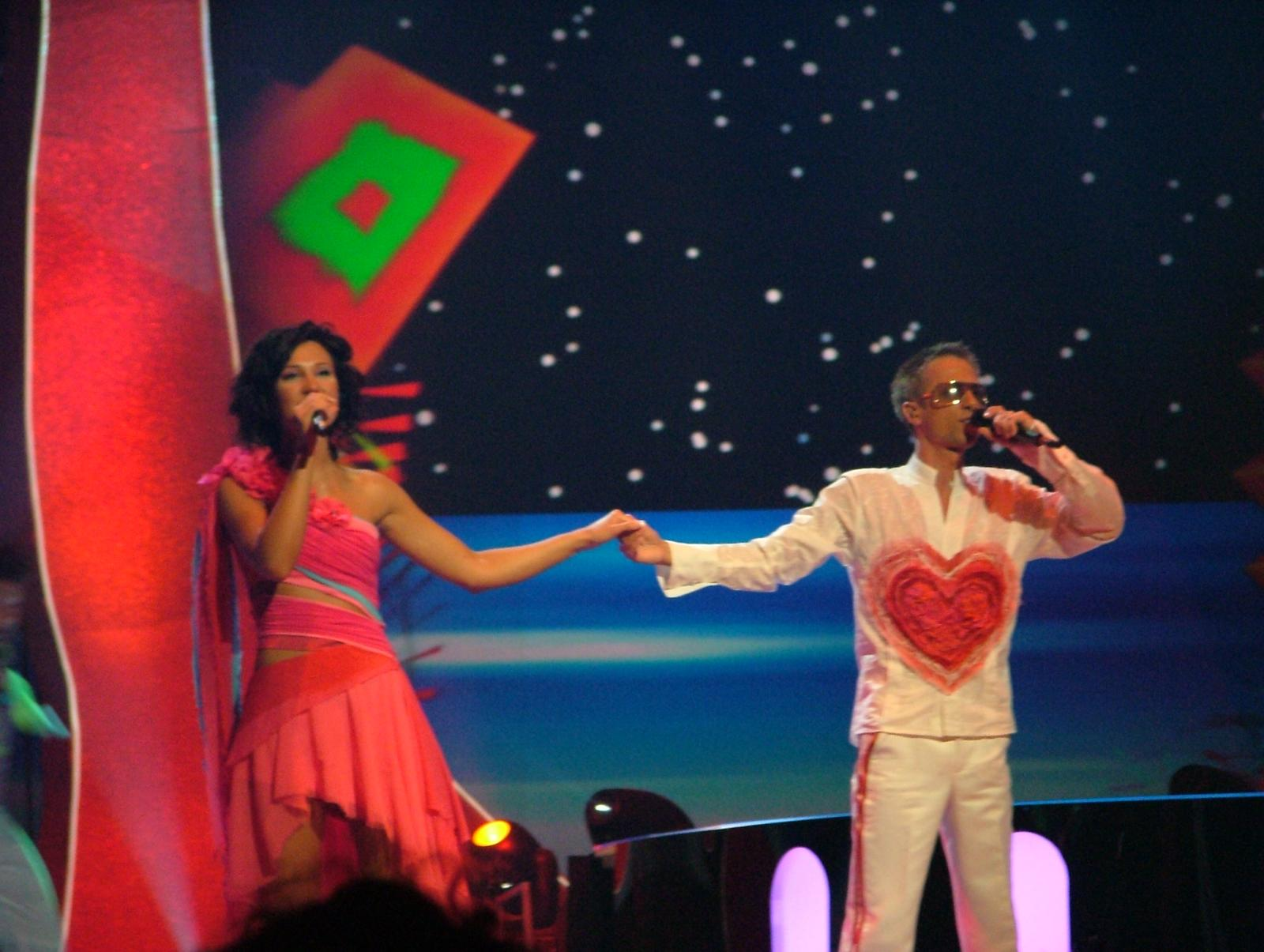
Linas ir Simona в Стамбуле Евровидение 2004
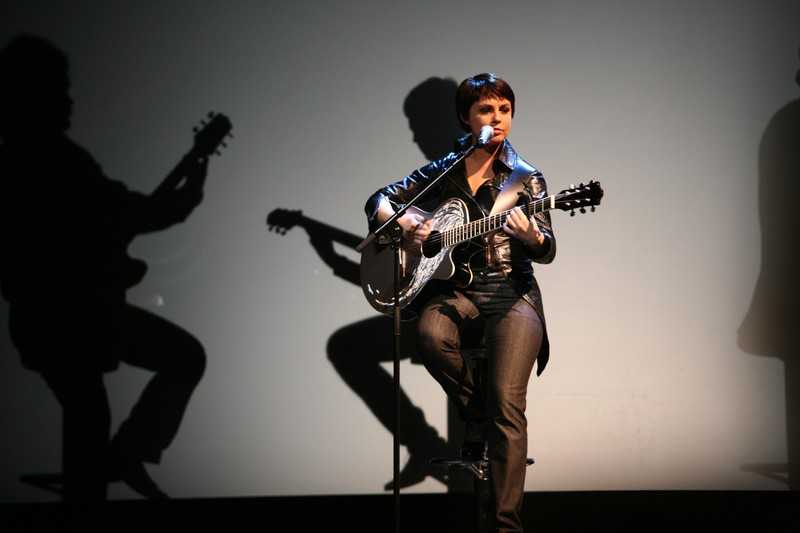
4Fun в Хельсинки Евровидение 2007
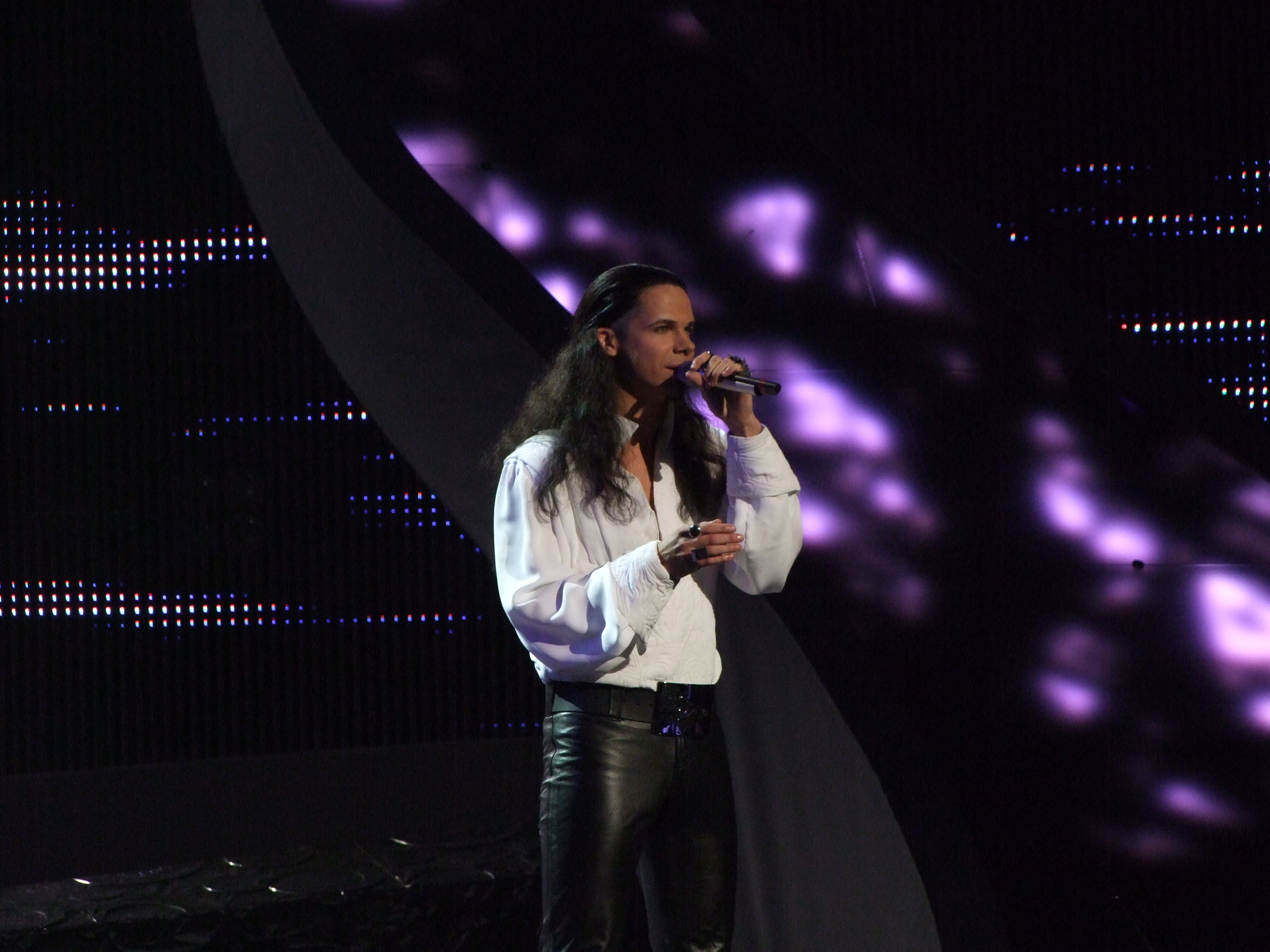
Еронимас Милюс в Белграде Евровидение 2008
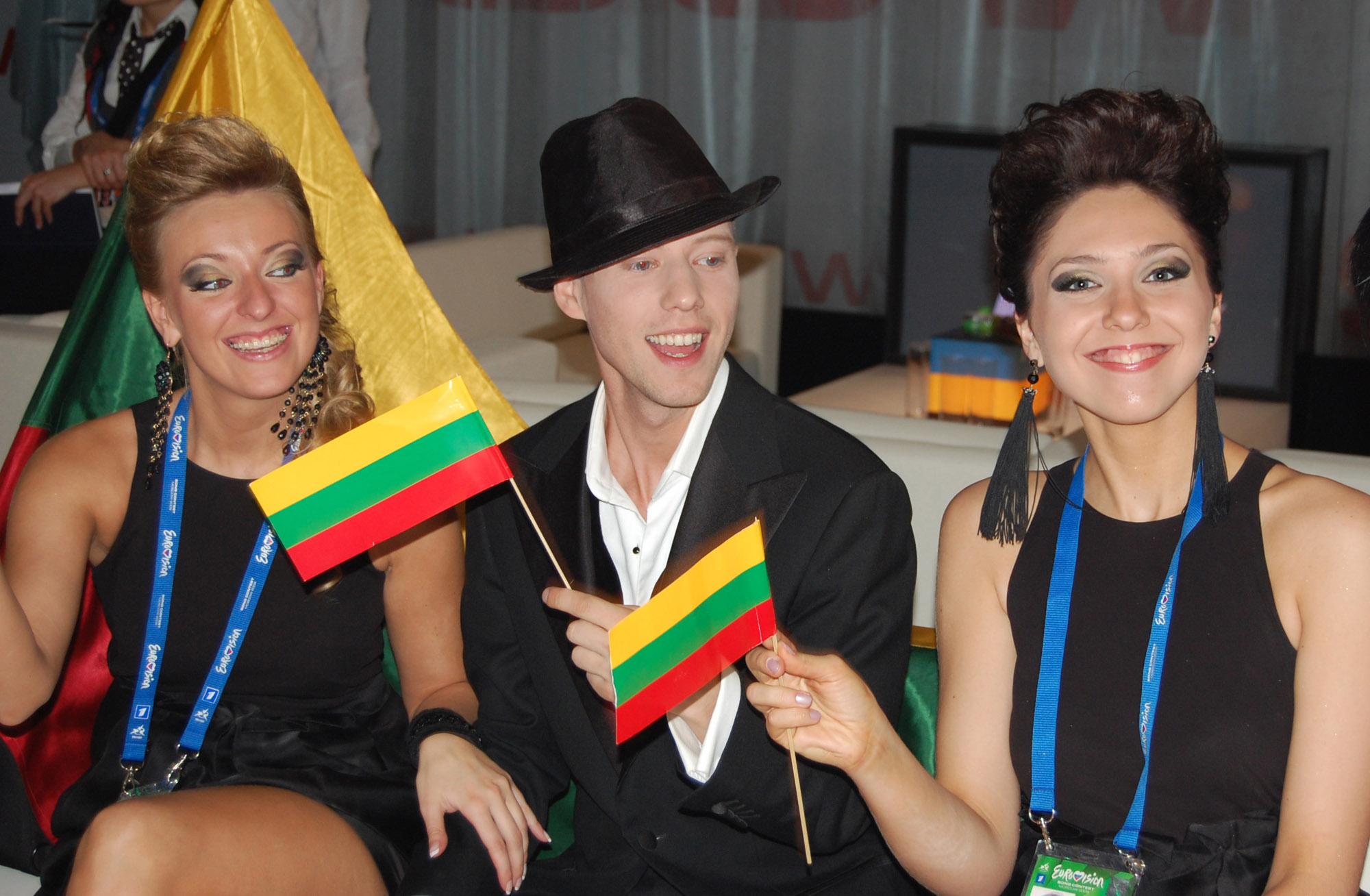
Саша Сон в Москве Евровидение 2009
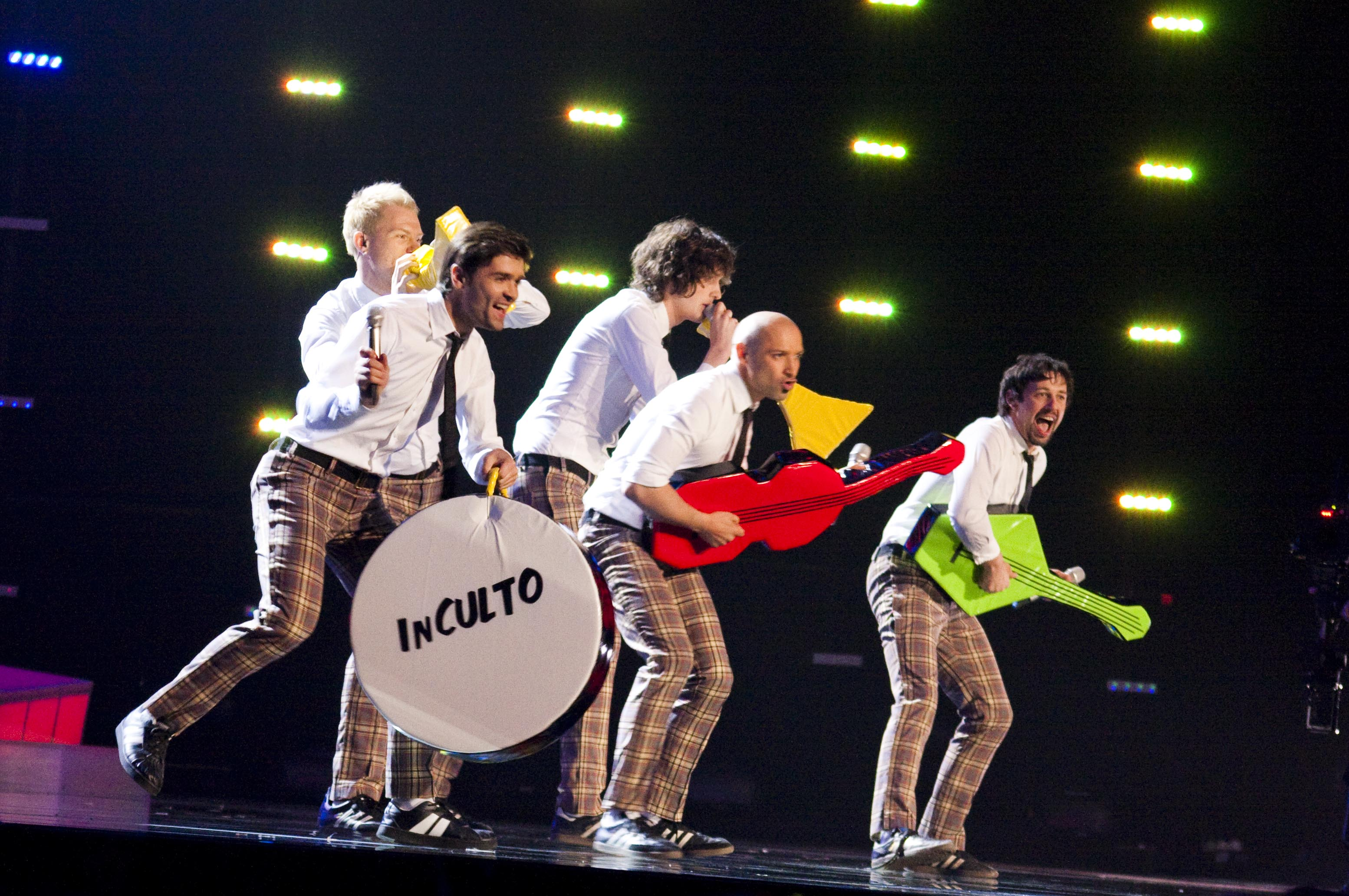
InCulto в Осло Евровидение 2010
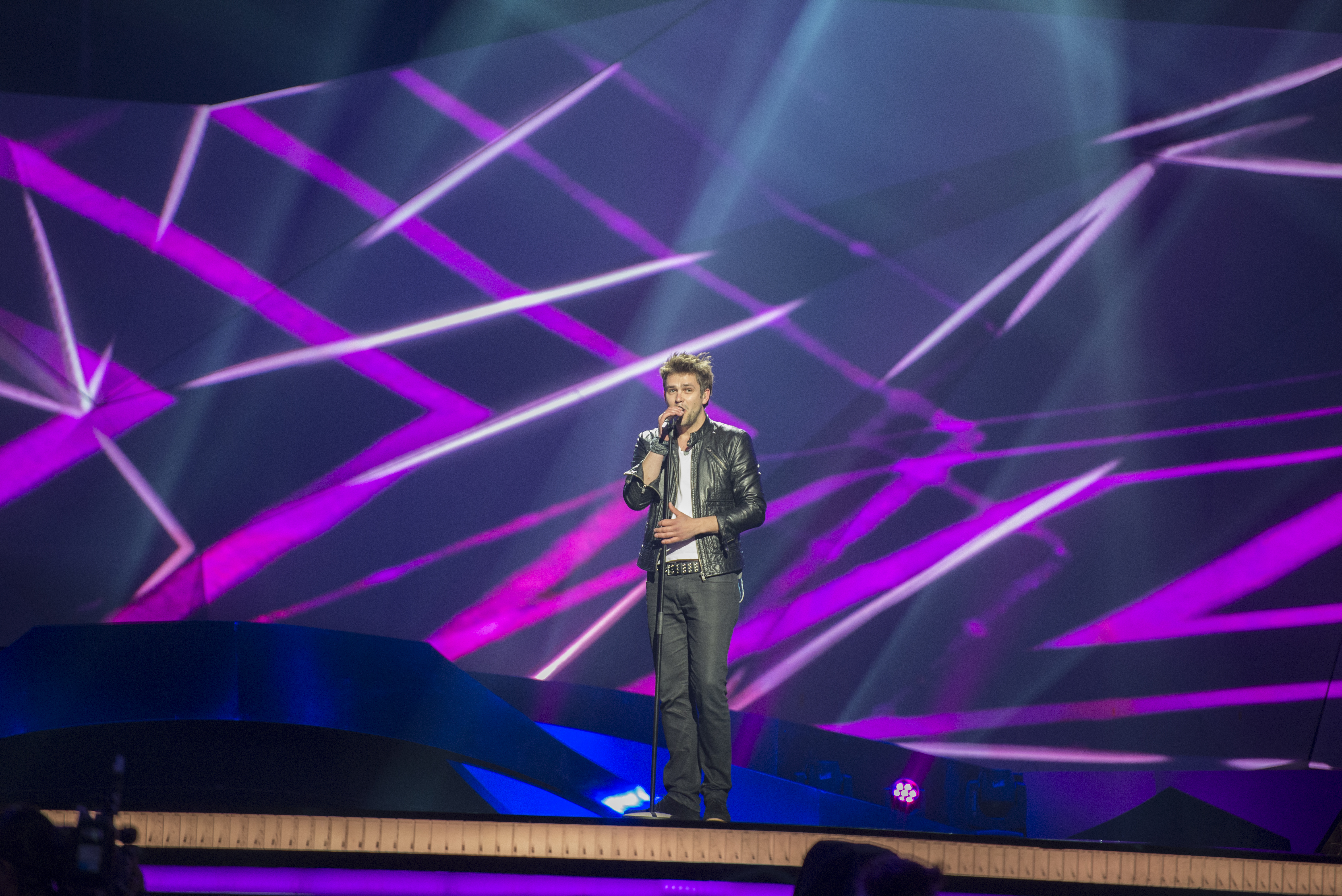
Андрюс Появис в Мальмё Евровидение 2013
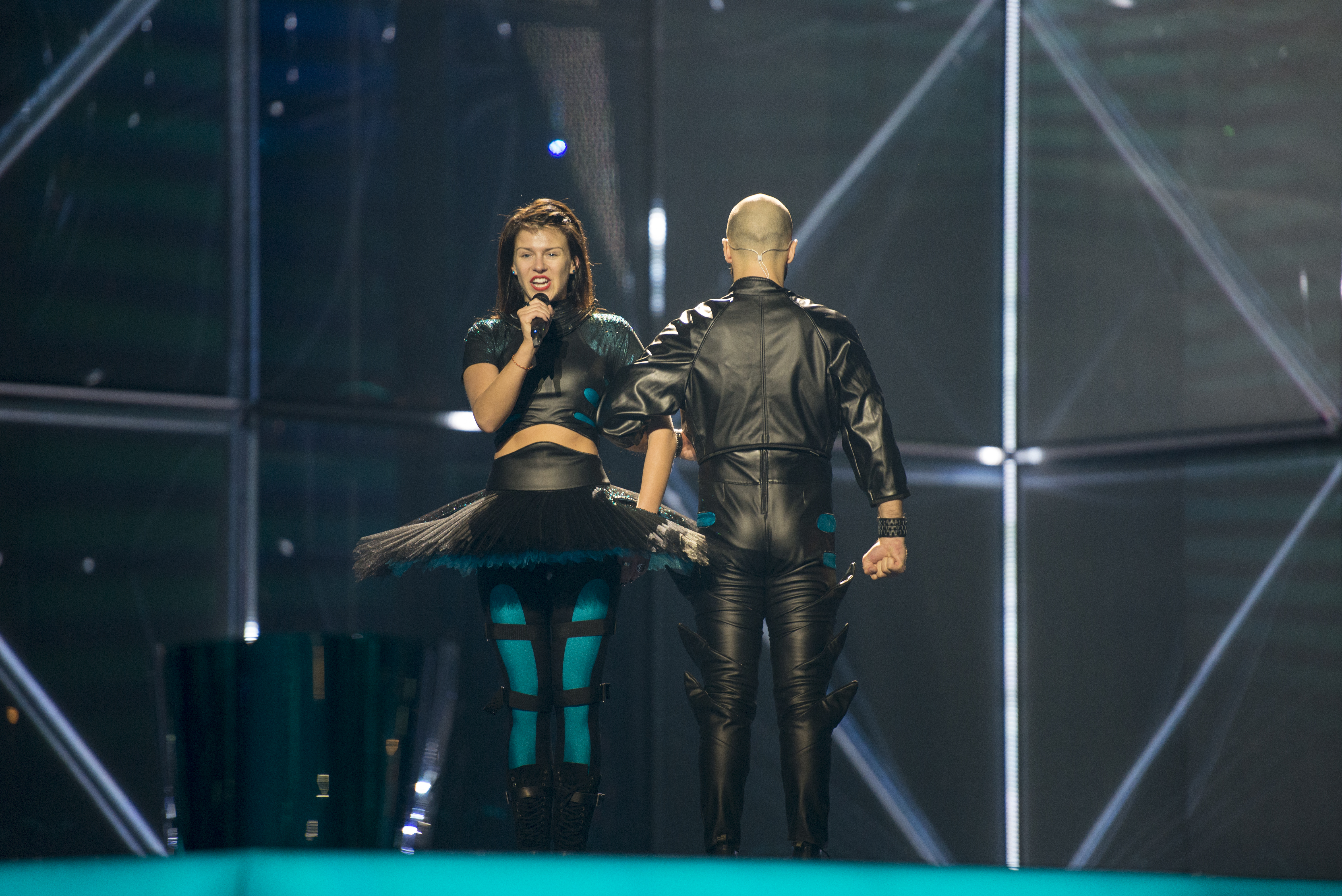
Вилия Матачюнайте  в Копенгагене Евровидение 2014
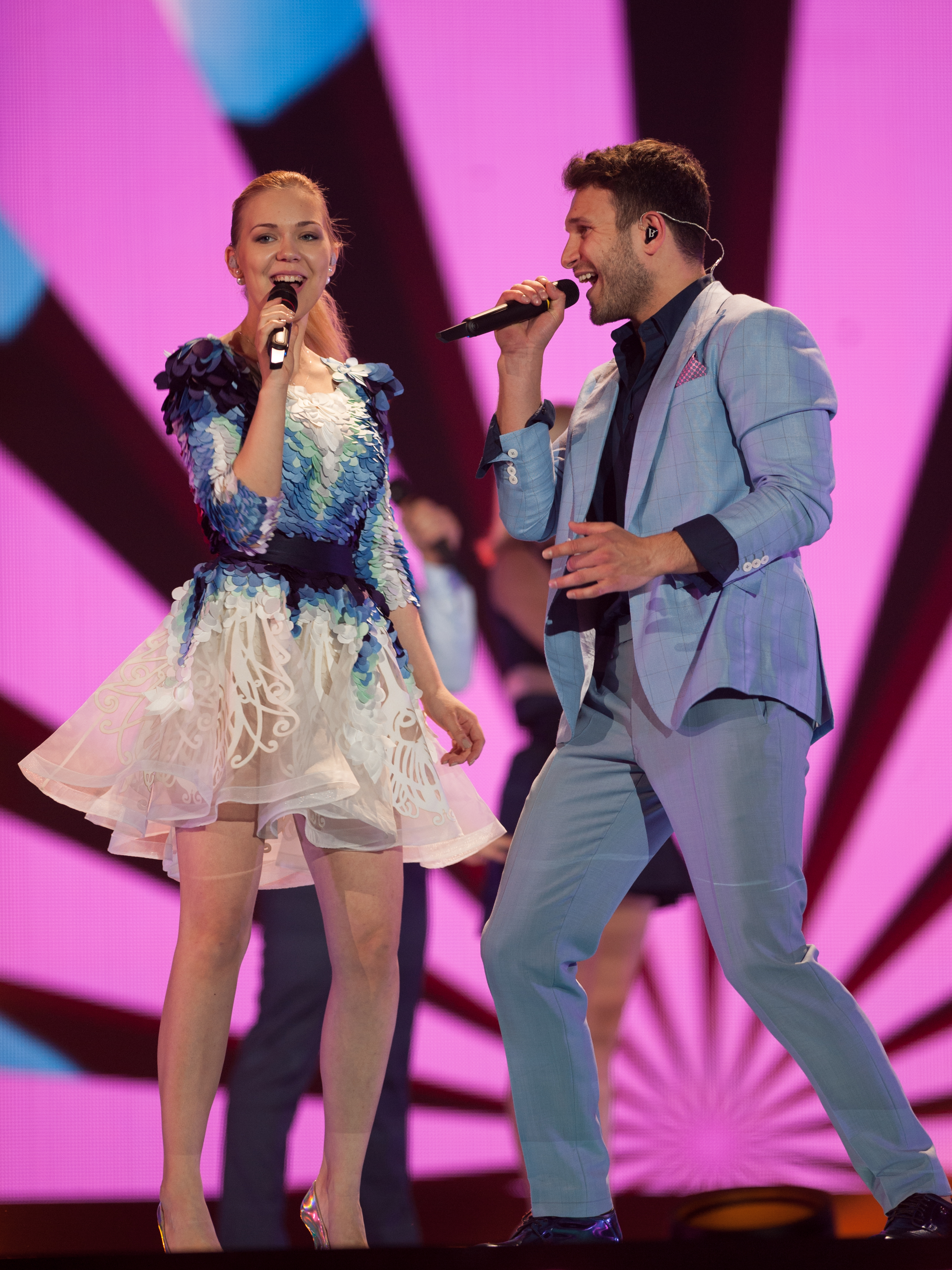
Моника Линките и Вайдас Баумила в Вене Евровидение 2015
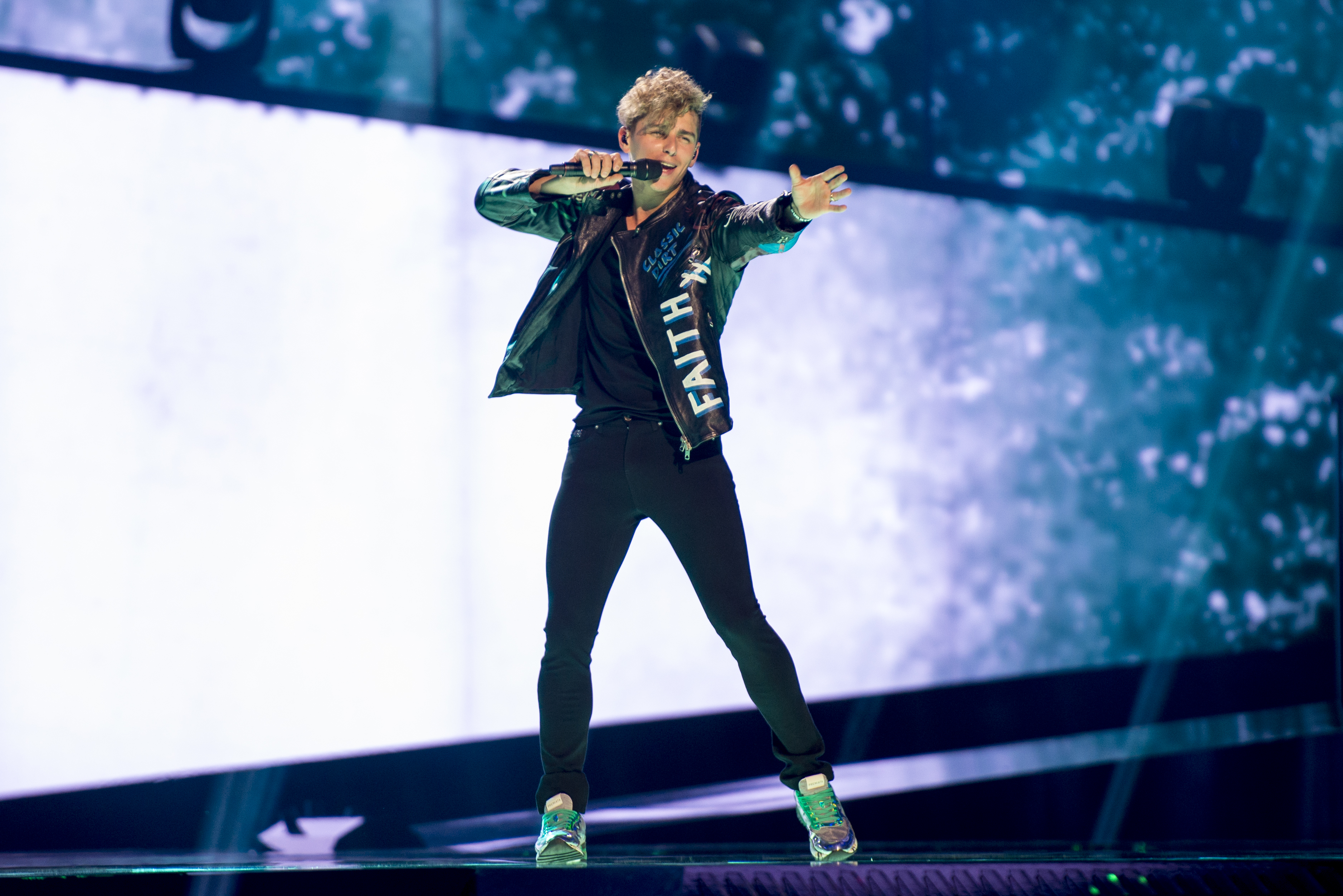
Донни Монтелл в Стокгольме Евровидение 2016
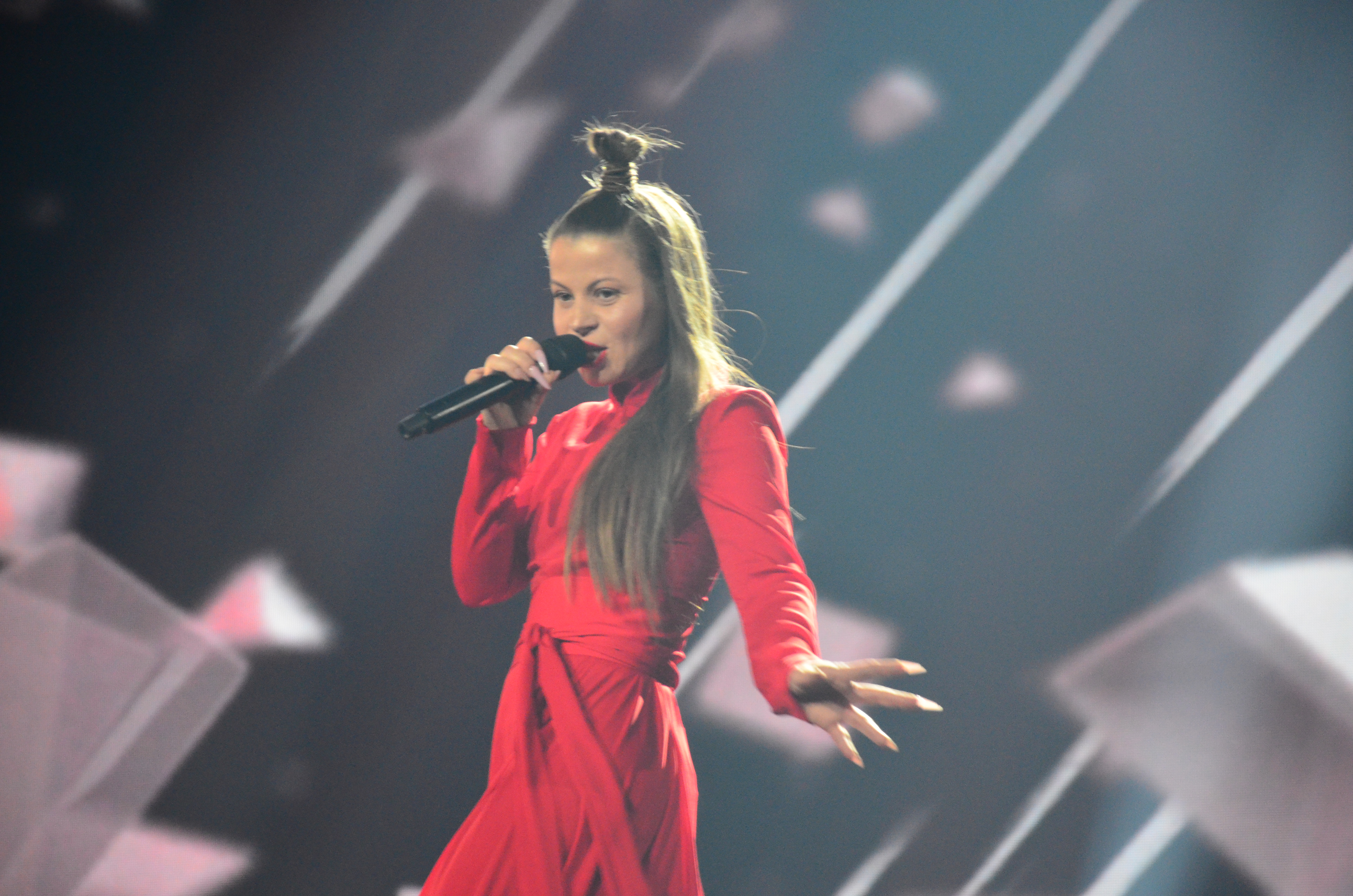
Fusedmarc в Киеве Евровидение 2017
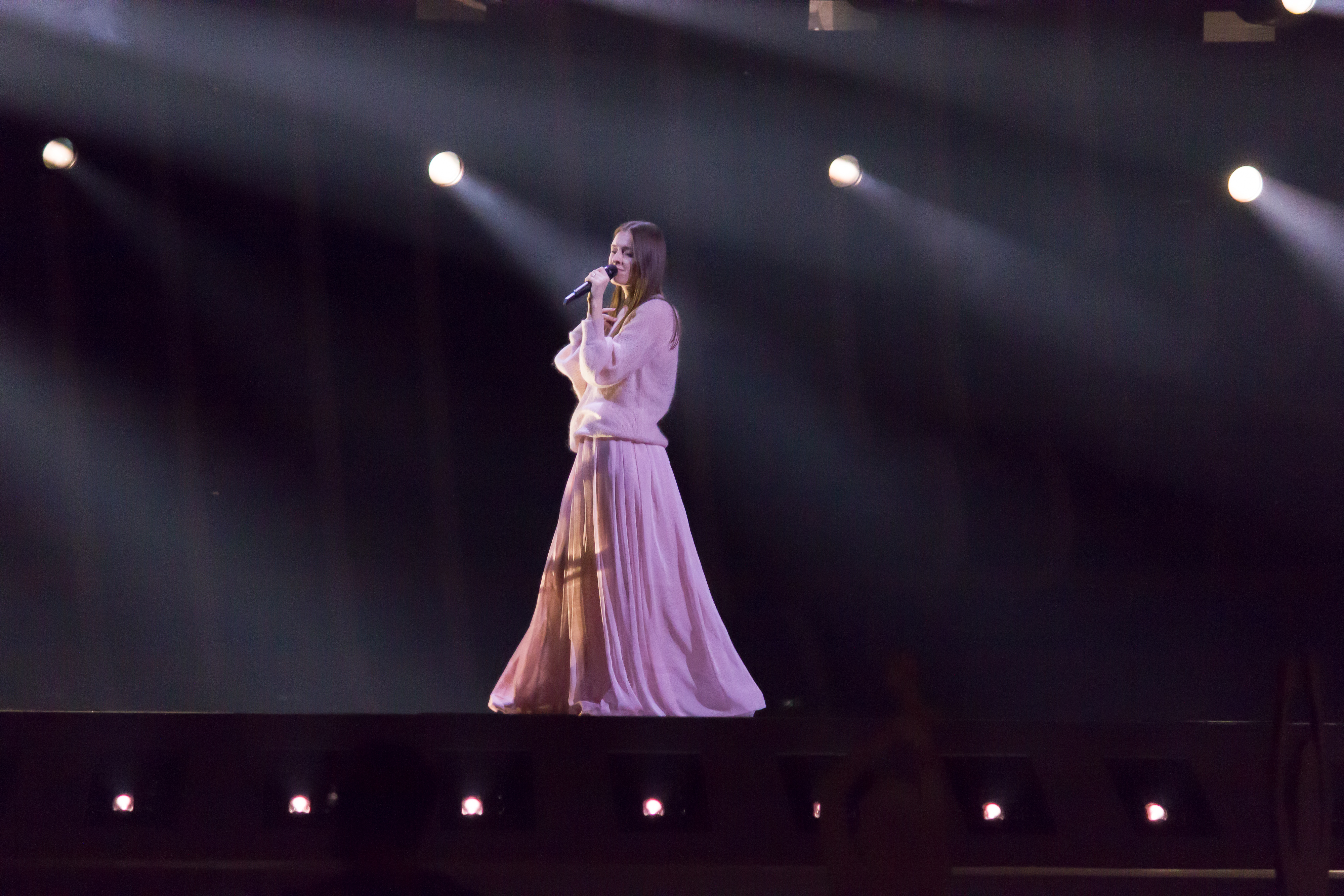
Ева Засимаускайте в Лиссабоне Евровидение 2018
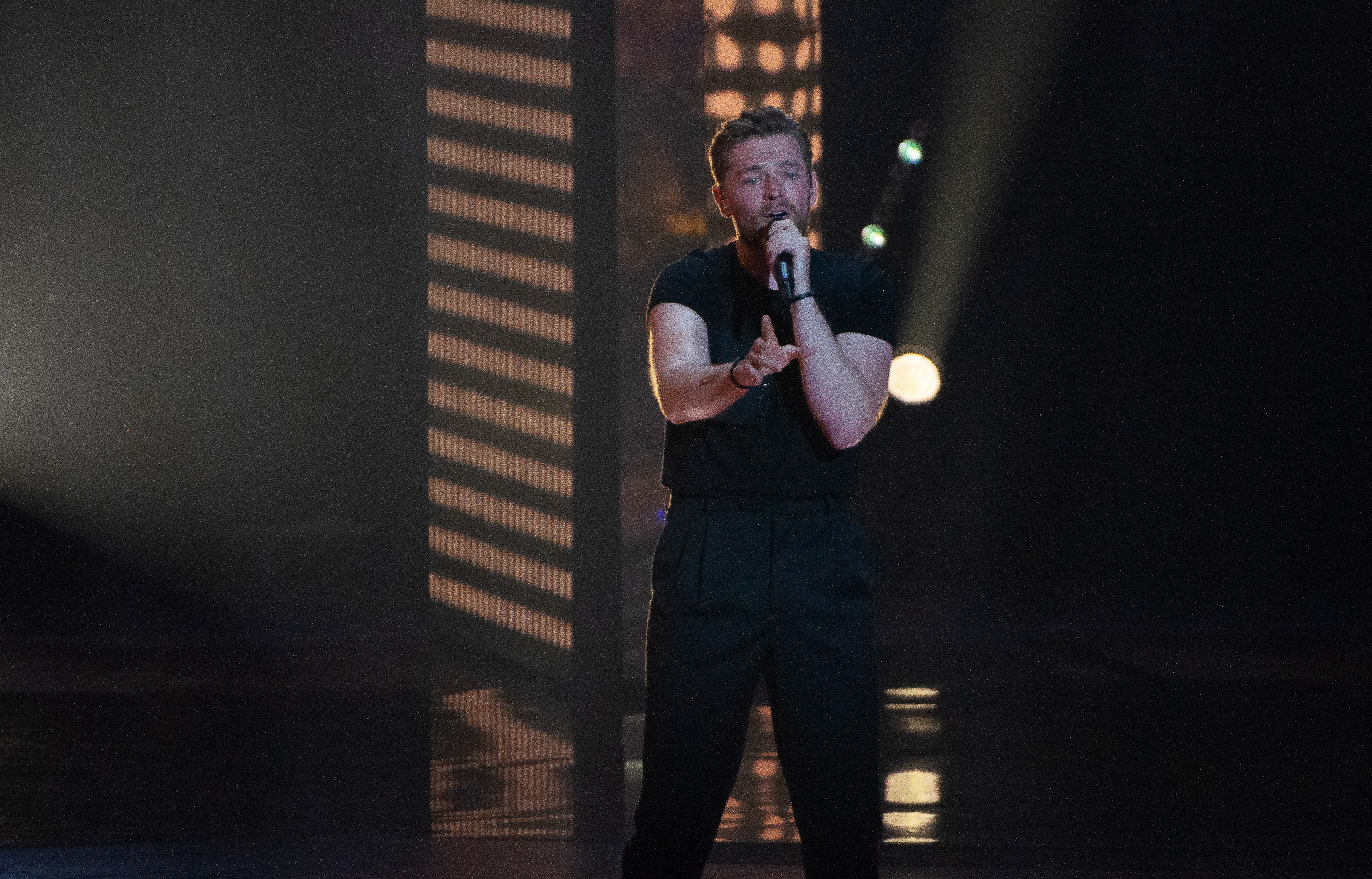
Юриюс в Тель-Авиве Евровидение 2019